# Virgin Racing
A Virgin Racing, posteriormente rebatizada para Marussia Virgin Racing, foi uma equipe de automobilismo britânica, de propriedade do Virgin Group, criada em 2009 após a aquisição da Manor Grand Prix, uma ramificação da equipe britânica Manor Motorsport para entrar no Campeonato Mundial de Fórmula 1 de 2010. A Virgin se retirou da Fórmula 1 após o final da temporada de 2011 e não conquistou nenhum ponto e terminou em último no Campeonato de Construtores nos dois anos em que competiu.
A equipe foi uma das quatro que receberam uma vaga para disputar a temporada de 2010, e foi originalmente concebida como "Manor Grand Prix", antes de ser renomeada para "Virgin Racing" quando a Virgin, principal patrocinador da equipe, adquiriu uma participação e direitos de nomeação no final de 2009. O carro original da equipe, o Virgin VR-01, foi o primeiro na Fórmula 1 a ser desenvolvido usando apenas fluidodinâmica computacional, e foi pilotado por Timo Glock e Lucas Di Grassi. No final da temporada, a Marussia Motors, principal patrocinadora da equipe, comprou uma participação de cerca de 40% do capital da equipe, que então se inscreveu no campeonato mundial com a designação "Marussia Virgin Racing" e competindo sob uma licença russa em 2011, se tornando na segunda equipe russa de Fórmula 1 depois da Midland F1 Racing.
No final de 2011, a Marussia adquiriu toda a equipe e, com o acordo das demais equipes, rebatizou-a de Marussia F1 Team para a temporada de 2012. A empresa manteve a base em Dinnington, bem como a criação da base técnica em Banbury para a construção dos carros de corrida.
Em 2014, a Virgin entrou para a disputa da temporada inaugural da Fórmula E, um campeonato para monopostos elétricos, sob o nome Virgin Racing Formula E Team. Para a temporada de 2015-16, a equipe foi renomeada para DS Virgin Racing, após formar uma parceria com a DS Automobiles para o fornecimento de trens de força. Esta parceria foi encerrada após o final da temporada de 2017-18. No início de 2018, a Envision Energy tornou-se proprietária majoritária da equipe, que em setembro foi formalmente renomeada para Envision Virgin Racing. A partir da temporada de 2018–19, a Envision Virgin optou por estabelecer um acordo de equipe cliente em um contrato de longo prazo com a Audi Sport para o fornecimento de trens de força. A Virgin se retirou da Fórmula E após o final da temporada de 2020–21, com o grupo Envision assumindo a propriedade total da equipe e rebatizando-a para Envision Racing, na temporada seguinte.

## História

### Fórmula 1
A equipe teve sua participação na Fórmula 1 anunciada em 12 de junho de 2009, como uma das três novas equipes da categoria, sob o nome de Manor Grand Prix. A equipe teve início com a parceria entre a equipe Manor Motorsport e Richard Branson, proprietário da Virgin Group. John Booth assumiu o cargo de chefe da equipe enquanto Nick Wirth, ex-proprietário da Simtek, o de diretor técnico.
A equipe adotou Dinnington, em South Yorkshire, como sede, enquanto a Wirth Research desenvolvia e construía os carros em Bicester. O ex-presidente da FIA, Max Mosley, foi um dos membros da Simtek Wirth, de modo que, Wirth esteve envolvido em vários projetos desenvolvidos pela FIA.

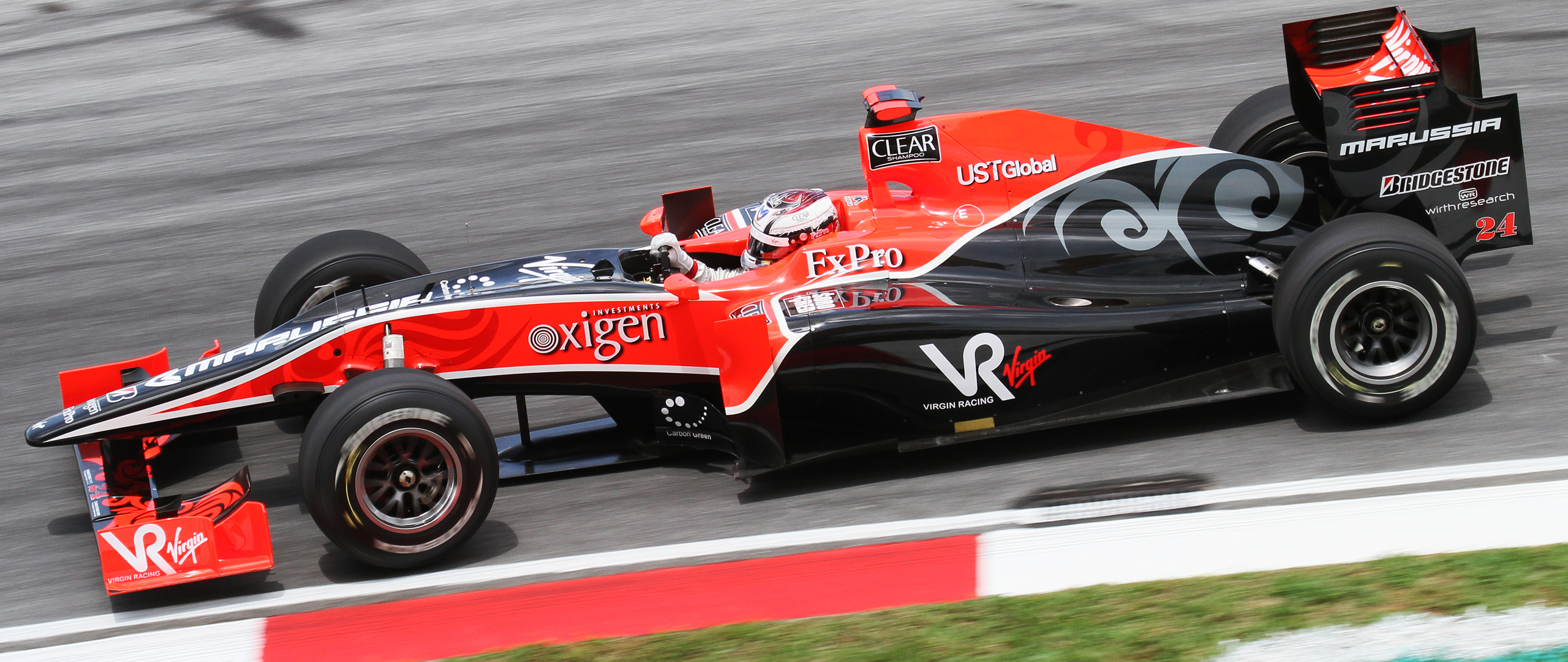
Timo Glock pilotando a VR-01 no Grande Prêmio da Malásia de 2010.

O carro da equipe para a temporada de 2010, o VR-01, foi equipado com motor fornecido pela Cosworth e foi o primeiro carro de Fórmula 1 criado inteiramente usando o CFD, inovadora tecnologia de simulação computacional.
Em 17 de novembro de 2009, o ex-piloto da extinta Toyota, Timo Glock, foi anunciado como o primeiro piloto da equipe para 2010. O contrato tinha duração de dois anos, com a possibilidade de renovação por mais um. Já em 15 de dezembro, foi anunciado o segundo piloto da equipe, o estreante brasileiro Lucas Di Grassi, juntamente com os pilotos de testes, o português Álvaro Parente e o também brasileiro Luiz Razia. No entanto, em fevereiro de 2010, devido ao não cumprimento de um acordo estabelecido entre patrocinadores e a equipe, Parente foi cortado da Virgin Racing.
No dia 15 de novembro de 2009, antes mesmo de estrear na categoria, a equipe teve seu nome alterado para Virgin Racing, após um acordo com a empresa de Branson.
A Virgin Racing também tinha planos de criar uma academia de pilotos, uma série de equipes de corrida a partir da nova GP3 Series e avançando todo o caminho até a Fórmula 1.
A equipe apresentou seu carro oficialmente no dia 3 de fevereiro de 2010. A sua estreia na Fórmula 1 aconteceu no dia 14 de março, no Grande Prêmio do Barém. Seus carros, no entanto, não conseguiram completar a corrida, ambos tiveram problemas no câmbio. A equipe terminou a temporada na última colocação, sem pontos marcados.
Em 11 de novembro de 2010 foi anunciada a compra de 40% das ações da equipe pela montadora russa Marussia Motors. E, a partir da temporada de 2011, a equipe passou a se chamar então "Marussia Virgin Racing".

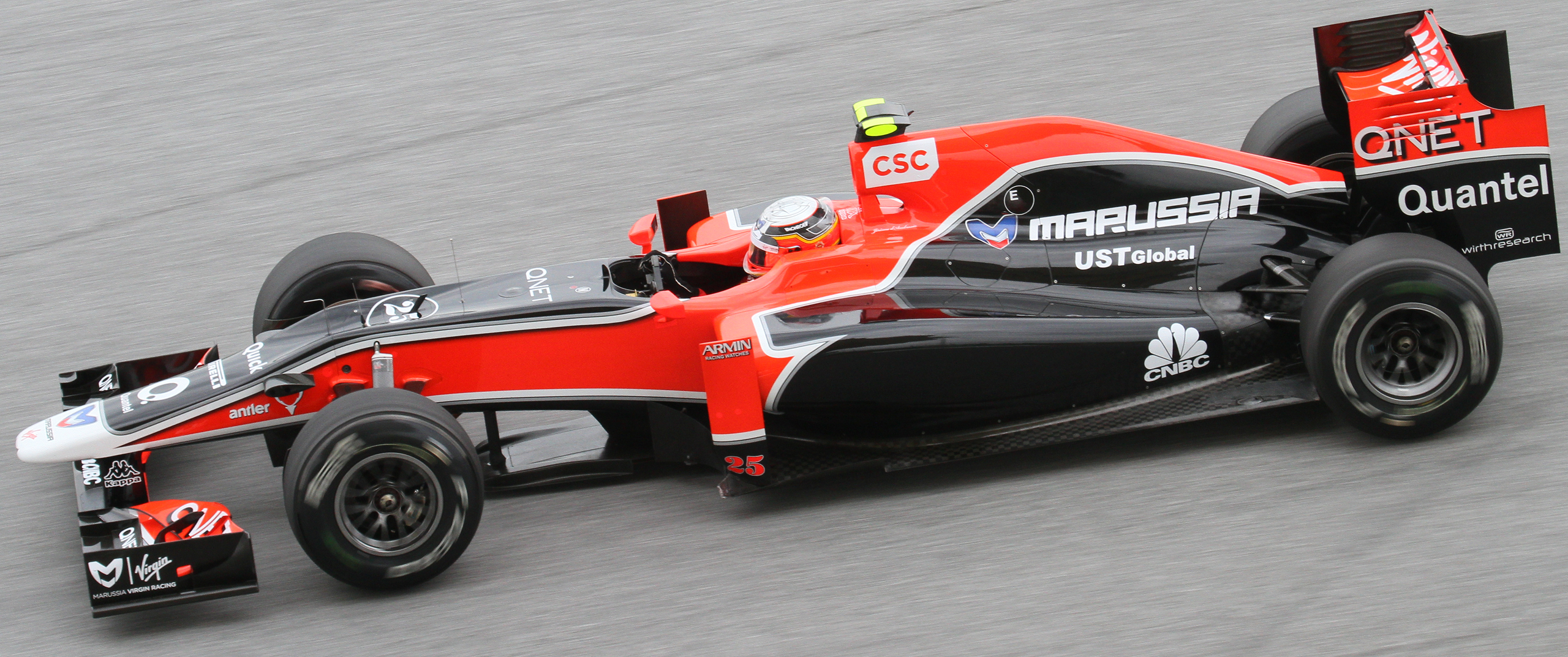
Jerome d'Ambrosio pilotando a MVR-02 no Grande Prêmio da Malásia de 2011.

Em junho de 2011, a equipe anunciou que a Wirth Research se retirou da equipe, após uma longa revisão interna liderada pelo ex-diretor da Renault, o engenheiro Pat Symonds, que descobriu que o uso da fluidodinâmica computacional não trouxe rendimento para equipe e nem os resultados esperados.
No final de 2011, a Marussia adquire o restante da equipe e, em acordo das demais, a equipe foi rebatizada de Marussia F1 Team para disputar a temporada de 2012.

## Pilotos
| Ano  | Nome                   | Carro  | Pneus | Motor    | Pilotos                      | Pilotos de teste              | Classificação |
| ---- | ---------------------- | ------ | ----- | -------- | ---------------------------- | ----------------------------- | ------------- |
| 2011 | Marussia Virgin Racing | MVR-02 | P     | Cosworth | Timo Glock Jerome d'Ambrosio | Sakon Yamamoto Robert Wickens | 12º (0 pts)   |
| 2010 | Virgin Racing          | VR-01  | B     | Cosworth | Timo Glock Lucas Di Grassi   | Luiz Razia Andy Soucek        | 12º (0 pts)   |

### Fórmula E
A Virgin foi uma das primeiras equipes a entrar na Fórmula E, um campeonato da FIA para monopostos elétricos, sua entrada foi oficialmente confirmada em dezembro de 2013, sob o nome Virgin Racing Formula E Team para disputar a temporada inaugural da Fórmula E. Em maio de 2014, foi anunciado que Jaime Alguersuari e Sam Bird pilotariam para a equipe em sua temporada inaugural.
Em 7 de maio de 2015, foi anunciado que a Virgin entrou em um acordo tecnológico com a Citroën para a temporada de 2015-16. Esta aliança de tecnologia foi formada com a DS Automobiles, marca criada em 2014 pelo Grupo PSA a partir de uma divisão da Citroën, sendo que, ao mesmo tempo, o nome da equipe foi alterado, passando a ser conhecida oficialmente como DS Virgin Racing Formula E Team na temporada de 2015-16 e competindo como DS Virgin Racing nas temporadas de 2016-17 e 2017-18. Esta aliança contou com a participação da DS como desenvolvedora e fornecedora do sistema de otência (trem de força) com o qual a Virgin equipou seus carros até a temporada de 2017-18. Com a DS transferindo seu apoio e trens de força para a equipe rival Techeetah a partir da temporada de 2018-19.
Em abril de 2018, a Envision Energy tornou-se proprietária majoritária da equipe, que em setembro foi formalmente renomeada para Envision Virgin Racing.
Após três anos associada a DS na Fórmula E, em 2018 a equipe assinou um um acordo de equipe cliente em um contrato de múltiplos anos para utilizar trens de força da Audi Sport a partir da temporada de 2018-19.
Em 1 de novembro de 2021, foi anunciado que o grupo Envision havia adquirido a propriedade total da equipe, que foi renomeada para Envision Racing. Com a Virgin se retirando definitivamente da Fórmula E.

## Resultados

### Fórmula 1
| Ano  | Chassis | Motor                  | Pneus | Nº | Pilotos           | 1   | 2   | 3   | 4   | 5   | 6   | 7   | 8   | 9   | 10  | 11  | 12  | 13  | 14  | 15  | 16  | 17  | 18  | 19  | Pontos | Posição final |
| ---- | ------- | ---------------------- | ----- | -- | ----------------- | --- | --- | --- | --- | --- | --- | --- | --- | --- | --- | --- | --- | --- | --- | --- | --- | --- | --- | --- | ------ | ------------- |
| 2010 | VR-01   | Cosworth CA2010 2.4 V8 | B     |    |                   | BAR | AUS | MAL | CHN | ESP | MON | TUR | EUR | CAN | GBR | ALE | HUN | BEL | ITA | SIN | JAP | COR | BRA | ABU | 0      | 12º           |
| 2010 | VR-01   | Cosworth CA2010 2.4 V8 | B     | 25 | Lucas Di Grassi   | Ret | Ret | 14  | Ret | 19  | Ret | 19  | 19  | 17  | Ret | Ret | 18  | 17  | Ret | 15  | NL  | Ret | NC  | 18  | 0      | 12º           |
| 2010 | VR-01   | Cosworth CA2010 2.4 V8 | B     | 24 | Timo Glock        | Ret | Ret | Ret | NL  | 18  | Ret | 18  | Ret | 19  | 18  | 18  | 16  | 18  | 17  | Ret | 14  | Ret | 20  | Ret | 0      | 12º           |
| 2011 | MVR-02  | Cosworth CA2011 2.4 V8 | P     |    |                   | AUS | MAL | CHN | TUR | ESP | MON | CAN | EUR | GBR | ALE | HUN | BEL | ITA | SIN | JAP | COR | IND | ABU | BRA | 0      | 12º           |
| 2011 | MVR-02  | Cosworth CA2011 2.4 V8 | P     | 24 | Timo Glock        | NC  | 16  | 21  | DNS | 19  | Ret | 15  | 21  | 16  | 17  | 17  | 18  | 15  | Ret | 20  | 18  | Ret | 19  | Ret | 0      | 12º           |
| 2011 | MVR-02  | Cosworth CA2011 2.4 V8 | P     | 25 | Jérôme d'Ambrosio | 14  | Ret | 20  | 20  | 20  | 15  | 14  | 22  | 17  | 18  | 19  | 17  | Ret | 18  | 21  | 20  | 16  | Ret | 19  | 0      | 12º           |

Negrito – Pole

Itálico – Melhor volta

Ret = Não completou a prova.

* = Classificado pois completou 90% ou mais da prova.

### Fórmula E
(legenda) (resultados em negrito indicam pole position; resultados em itálico indicam volta mais rápida)
| Ano                      | Nome                            | Chassis       | Trem de força                    | Pneus | N.° | Pilotos           | 1   | 2   | 3   | 4   | 5   | 6   | 7   | 8   | 9   | 10  | 11  | 12  | 13  | 14  | 15  | Pontos | Class. |
| ------------------------ | ------------------------------- | ------------- | -------------------------------- | ----- | --- | ----------------- | --- | --- | --- | --- | --- | --- | --- | --- | --- | --- | --- | --- | --- | --- | --- | ------ | ------ |
| 2014–15                  | Virgin Racing Formula E Team    | Spark SRT01-e | SRT01-e                          | M     |     |                   | PEQ | PUT | PDE | BNA | MIA | LBH | MON | BER | MSC | LON | LON |     |     |     |     | 133    | 5°     |
| 2014–15                  | Virgin Racing Formula E Team    | Spark SRT01-e | SRT01-e                          | M     | 2   | Sam Bird          | 3   | 1   | Ret | 7   | 8   | Ret | 4   | 8   | Ret | 6   | 1   |     |     |     |     | 133    | 5°     |
| 2014–15                  | Virgin Racing Formula E Team    | Spark SRT01-e | SRT01-e                          | M     | 3   | Jaime Alguersuari | 11  | 9   | 5   | 4   | 11  | 8   | Ret | 12  | 13  |     |     |     |     |     |     | 133    | 5°     |
| 2014–15                  | Virgin Racing Formula E Team    | Spark SRT01-e | SRT01-e                          | M     | 3   | Fabio Leimer      |     |     |     |     |     |     |     |     |     | 14  | Ret |     |     |     |     | 133    | 5°     |
| 2015–16                  | DS Virgin Racing Formula E Team | Spark SRT01-e | Virgin Racing Engineering DSV-01 | M     |     |                   | PEQ | PUT | PDE | BNA | MEX | LBH | PAR | BER | LON | LON |     |     |     |     |     | 144    | 3°     |
| 2015–16                  | DS Virgin Racing Formula E Team | Spark SRT01-e | Virgin Racing Engineering DSV-01 | M     | 2   | Sam Bird          | 7   | 2   | Ret | 1   | 6   | 6   | 6   | 11  | 7   | Ret |     |     |     |     |     | 144    | 3°     |
| 2015–16                  | DS Virgin Racing Formula E Team | Spark SRT01-e | Virgin Racing Engineering DSV-01 | M     | 25  | Jean-Éric Vergne  | 12  | Ret | 7   | 11  | 16  | 13† | 2   | 5   | 3   | 8   |     |     |     |     |     | 144    | 3°     |
| 2016–17                  | DS Virgin Racing                | Spark SRT01-e | DS Virgin DSV-02                 | M     |     |                   | HKG | MAR | BNA | MEX | MON | PAR | BER | BER | NIQ | NIQ | MTR | MTR |     |     |     | 190    | 4°     |
| 2016–17                  | DS Virgin Racing                | Spark SRT01-e | DS Virgin DSV-02                 | M     | 2   | Sam Bird          | 13  | 2   | Ret | 3   | Ret | 16  | 7   | 7   | 1   | 1   | 5   | 4   |     |     |     | 190    | 4°     |
| 2016–17                  | DS Virgin Racing                | Spark SRT01-e | DS Virgin DSV-02                 | M     | 37  | José María López  | Ret | 10  | 10  | 6   | Ret | 2   | 4   | 5   |     |     | Ret | 3   |     |     |     | 190    | 4°     |
| 2016–17                  | DS Virgin Racing                | Spark SRT01-e | DS Virgin DSV-02                 | M     | 37  | Alex Lynn         |     |     |     |     |     |     |     |     | Ret | Ret |     |     |     |     |     | 190    | 4°     |
| 2017–18                  | DS Virgin Racing                | Spark SRT01-e | DS Virgin DSV-03                 | M     |     |                   | HKG | HKG | MAR | SAN | MEX | PDE | ROM | PAR | BER | ZUR | NIQ | NIQ |     |     |     | 160    | 3°     |
| 2017–18                  | DS Virgin Racing                | Spark SRT01-e | DS Virgin DSV-03                 | M     | 2   | Sam Bird          | 1   | 5   | 3   | 5   | Ret | 3   | 1   | 3   | 7   | 2   | 9   | 10  |     |     |     | 160    | 3°     |
| 2017–18                  | DS Virgin Racing                | Spark SRT01-e | DS Virgin DSV-03                 | M     | 36  | Alex Lynn         | 8   | 9   | 10  | Ret | 10  | 6   | Ret | 14  | 16  | 16  | 9   | 10  |     |     |     | 160    | 3°     |
| 2018–19                  | Envision Virgin Racing          | Spark SRT05e  | Audi e-Tron FE05                 | M     |     |                   | DAR | MAR | SAN | MEX | HKG | SNY | ROM | PAR | MON | BER | SUI | NIQ | NIQ |     |     | 191    | 3°     |
| 2018–19                  | Envision Virgin Racing          | Spark SRT05e  | Audi e-Tron FE05                 | M     | 2   | Sam Bird          | 11  | 3   | 1   | 9   | 6   | Ret | 11  | 11  | 16† | 9   | 4   | 8   | 4   |     |     | 191    | 3°     |
| 2018–19                  | Envision Virgin Racing          | Spark SRT05e  | Audi e-Tron FE05                 | M     | 4   | Robin Frijns      | 12  | 2   | 5   | 11  | 3   | 14† | 4   | 1   | 17† | 13  | Ret | Ret | 1   |     |     | 191    | 3°     |
| 2019–20                  | Envision Virgin Racing          | Spark SRT05e  | Audi e-Tron FE06                 | M     |     |                   | DAR | DAR | SAN | MEX | MAR | BER | BER | BER | BER | BER | BER |     |     |     |     | 121    | 4°     |
| 2019–20                  | Envision Virgin Racing          | Spark SRT05e  | Audi e-Tron FE06                 | M     | 2   | Sam Bird          | 1G  | Ret | 10  | Ret | 10  | 3   | 6   | 13  | 11  | 20  | 5   |     |     |     |     | 121    | 4°     |
| 2019–20                  | Envision Virgin Racing          | Spark SRT05e  | Audi e-Tron FE06                 | M     | 4   | Robin Frijns      | 5   | Ret | 15  | DSQ | 12  | Ret | 4   | 2   | NL  | 2   | Ret |     |     |     |     | 121    | 4°     |
| 2020–21                  | Envision Virgin Racing          | Spark SRT05e  | Audi e-tron FE07                 | M     |     |                   | DAR | DAR | ROM | ROM | VAL | VAL | MON | PUE | PUE | NIO | NIO | LON | LON | BER | BER | 165    | 5°     |
| 2020–21                  | Envision Virgin Racing          | Spark SRT05e  | Audi e-tron FE07                 | M     | 4   | Robin Frijns      | 17  | 2G  | 4   | 18  | 6   | 19  | 2G  | 16  | 11  | 5   | 8   | 13  | 4   | 15  | 12  | 165    | 5°     |
| 2020–21                  | Envision Virgin Racing          | Spark SRT05e  | Audi e-tron FE07                 | M     | 37  | Nick Cassidy      | 19  | 14  | 15  | Ret | 4   | 13  | 8   | Ret | 2   | 4   | 2   | 11  | 7   | 14  | 17  | 165    | 5°     |
| 2021–22: Envision Racing |                                 |               |                                  |       |     |                   |     |     |     |     |     |     |     |     |     |     |     |     |     |     |     |        |        |